# Mercator (cráter)

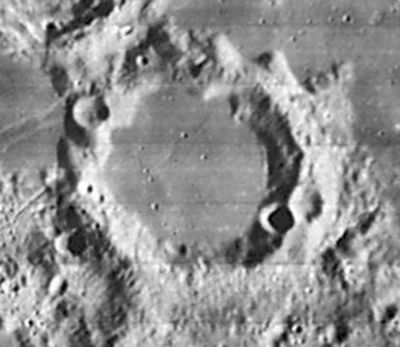
Fotografía de la misión Lunar Orbiter 4

Mercator es un cráter de impacto que se encuentra en el extremo suroeste del Mare Nubium, en la parte suroeste de la Luna, al sureste del cráter Campanus. Ambos están separados entre sí por un valle estrecho y sinuoso.
|  |

La falla Rupes Mercator es tangencial con el borde exterior noreste de Mercator. El borde este del Palus Epidemiarum alcanza el borde oeste de Mercator, y un grieta del sistema Rimae Ramsden alcanza el borde occidental en el emplazamiento del pequeño cráter Mercator C.
El borde de Mercator aparece apenas algo erosionado, y varios cráteres minúsculos yacen sobre los bordes del oeste y del este. El suelo interior fue inundado por la lava en el pasado, dejando una superficie relativamente suave y sin rasgos característicos destacables.

## Cráteres satélite
Por convención estos elementos son identificados en los mapas lunares poniendo la letra en el lado del punto medio del cráter que está más cercano a Mercator.
|          | \| Mercator \| Coordenadas \| Diámetro \| \| -------- \| ------------------------------ \| -------- \| \| A \| 30°36′S 27°48′O / -30.6, -27.8 \| 9 km \| \| B \| 29°06′S 25°06′O / -29.1, -25.1 \| 8 km \| \| C \| 29°06′S 26°54′O / -29.1, -26.9 \| 8 km \| \| D \| 29°18′S 25°18′O / -29.3, -25.3 \| 7 km \| \| E \| 30°00′S 26°48′O / -30.0, -26.8 \| 5 km \| \| F \| 29°36′S 26°48′O / -29.6, -26.8 \| 4 km \| \| G \| 31°06′S 25°00′O / -31.1, -25.0 \| 14 km \| \| K \| 30°36′S 22°42′O / -30.6, -22.7 \| 4 km \| \| L \| 30°42′S 23°30′O / -30.7, -23.5 \| 4 km \| \| M \| 30°12′S 23°36′O / -30.2, -23.6 \| 4 km \| |          |
| Mercator | Coordenadas | Diámetro |
| A        | 30°36′S 27°48′O / -30.6, -27.8 | 9 km     |
| B        | 29°06′S 25°06′O / -29.1, -25.1 | 8 km     |
| C        | 29°06′S 26°54′O / -29.1, -26.9 | 8 km     |
| D        | 29°18′S 25°18′O / -29.3, -25.3 | 7 km     |
| E        | 30°00′S 26°48′O / -30.0, -26.8 | 5 km     |
| F        | 29°36′S 26°48′O / -29.6, -26.8 | 4 km     |
| G        | 31°06′S 25°00′O / -31.1, -25.0 | 14 km    |
| K        | 30°36′S 22°42′O / -30.6, -22.7 | 4 km     |
| L        | 30°42′S 23°30′O / -30.7, -23.5 | 4 km     |
| M        | 30°12′S 23°36′O / -30.2, -23.6 | 4 km     |